# Zienau
Zienau ist ein Ortsteil der Hansestadt Gardelegen im Altmarkkreis Salzwedel in Sachsen-Anhalt.

## Geografie
Zienau, ein Rundplatzdorf, liegt 2½ Kilometer südöstlich des Gardelegener Stadtzentrums in der Altmark. Im Osten liegt das Waldgebiet Zienauer Heide. Der Trockenrasen Zienauer Heide ist ein flächenhaftes Naturdenkmal.

## Geschichte

### Mittelalter bis Neuzeit
Das slawische Dorf Zienau (Wendendorf) wurde 1279 erstmals urkundlich erwähnt als slavicalem villam Sinow sitam juxta Gardelege, das die Markgrafen Johann, Otto und Konrad dem Zisterzienser-Nonnenkloster Neuendorf übereigneten. Zienau ist ein Rundplatzdorf. Es wurde in Hufeisenform angelegt, besaß somit nur eine Einfahrt, gleichzeitig als Ausfahrt. Mit dem Flugzeug kann man aus der Luft noch gut diese Bauweise erahnen. Bei Zienau stand 1559 die „Ziegelscheune“, in der Johann Georg die Steine zum Bau des Letzlinger Jagdschlosses fertigen ließ.
Weitere Nennungen sind 1606 synou und 1804 Zienau, Dorf mit zwei Lehnschulzen, 5 Halbbauern und 3 Hirten.
Eine Kirche hat Zienau nicht, und, wie es scheint, nie gehabt. Zienau ist nicht zu verwechseln mit Sienau bei Salzwedel.

### Herkunft des Ortsnamens
Franz Mertens deutet den Namen als slawisch, ausgehend von 1279 Sinow als „sen“ oder „seno“ für „das Heu“.

### Eingemeindungen
Ursprünglich gehörte das Dorf zum Tangermündeschen Kreis der Mark Brandenburg in der Altmark. Zwischen 1807 und 1813 lag es im Landkanton Gardelegen auf dem Territorium des napoleonischen Königreichs Westphalen. Ab 1816 gehörte die Gemeinde zum Kreis Gardelegen, dem späteren Landkreis Gardelegen.
Am 20. Juli 1950 wurde die Gemeinde Zienau nach Gardelegen eingemeindet.

### Einwohnerentwicklung
| Jahr | Einwohner |
| ---- | --------- |
| 1734 | 091       |
| 1772 | 063       |
| 1790 | 125       |
| 1798 | 116       |
| 1801 | 130       |
| 1818 | 094       |

| Jahr | Einwohner |
| ---- | --------- |
| 1840 | 156       |
| 1864 | 181       |
| 1871 | 175       |
| 1885 | 180       |
| 1892 | [00]190   |
| 1895 | 192       |

| Jahr | Einwohner |
| ---- | --------- |
| 1900 | [00]198   |
| 1905 | 182       |
| 1910 | [00]194   |
| 1925 | 164       |
| 1939 | 185       |
| 1946 | 312       |

| Jahr | Einwohner |
| ---- | --------- |
| 2009 | 165       |
| 2012 | 0[0]173   |
| 2016 | 174       |
| 2021 | [0]157    |
| 2022 | [0]152    |

Quelle, wenn nicht angegeben, bis 1946:

## Religion
Die evangelischen Christen aus Zienau, die früher zur Pfarrei Kloster Neuendorf gehörten, werden heute betreut vom Pfarrbereich Neuendorf im Kirchenkreis Salzwedel im Propstsprengel Stendal-Magdeburg der Evangelischen Kirche in Mitteldeutschland.

## Kultur und Sehenswürdigkeiten
- In der Ortsmitte befindet sich ein Sühnekreuz aus dem 14. Jahrhundert. In der zugehörigen Grabstelle soll ein französischer Offizier liegen, der bis zu seinem Tod auf einem Zienauer Hof gepflegt wurde. Für die Pflege soll der Hof von allen Abgaben befreit worden sein.[15]
- Auf dem Ortsfriedhof sind zwei unbekannte KZ-Häftlinge in einer Kriegsgräberanlage mit Einzelgräbern beigesetzt. Im April 1945 waren sie auf einem Todesmarsch, der nach vorherigen Räumungstransporten per Bahn aus mehreren Außenlagern des Konzentrationslagers Mittelbau-Dora zu Fuß von Letzlingen über Zienau bis nach Gardelegen zum Massaker in der Isenschnibber Feldscheune verlief, ermordet worden.

## Wirtschaft
An der Stelle des ehemaligen, 1970 eingeweihten Waldbads Zienau befindet sich heute das Erlebnisbad Gardelegen.

## Verkehr und Infrastruktur
Zienau zwischen liegt an der B 71 und der Bahnstrecke Hannover–Berlin.
Es verkehren Linienbusse und Rufbusse der Personenverkehrsgesellschaft Altmarkkreis Salzwedel.